# Dimiracetam
Il dimiracetam è un farmaco di tipo nootropo, cioè farmaco in grado di migliorare le funzioni cognitive che agisce nelle sindromi cerebrali involutive, patologie che spesso si accompagnano nei soggetti a riduzione della memoria, dell'attenzione e della concentrazione.
Il dimiracetam appartiene alla classe dei derivati pirrolidonici (acetami).